# Paavo Yrjölä
Paavo Yrjola (Finlandia, 18 de junio de 1902-11 de febrero de 1980) fue un atleta finlandés, especialista en la prueba de decatlón en la que llegó a ser campeón olímpico en 1928.

## Carrera deportiva
En los JJ. OO. de Ámsterdam 1928 ganó la medalla de oro en la competición de decatlón, consiguiendo un total de 8053 puntos que fue récord olímpico, superando a su paisano finés Akilles Jarvinen y al estadounidense John Kenneth Doherty (bronce con 7706 puntos).